# タニブター
タニブター（学名: Citrus ryukyuensis）は、琉球諸島とその周辺の島々に生息する野生の柑橘類で、大陸のマンダリンオレンジ、C. reticulataに最も近縁である。両者は200万年以上前に分岐しており、このタニブターはマンダリンオレンジとは異なり有性生殖を行う。マンダリンオレンジとの交雑により、琉球諸島に固有のマンダリン交配種が生まれている。

## 概要
これまでの遺伝学的研究では、アジア大陸のマンダリンオレンジの特徴が明らかにされていたが、日本や近隣の島々のマンダリンオレンジの特異な遺伝子特性については説明されていなかった。この欠落部を埋めるために行われた追跡調査では、予想外の結果が得られた。それは、タニブターが純粋な野生種のマンダリンであることが確認されたことであり、そのタニブターと大陸の種との交配により、複数の異なるマンダリンの交配種クラスターが生まれたのである。タニブターは琉球列島原産であることから、学名はC. ryukyuensisと命名された。マンダリンオレンジとの比較から、大陸の柑橘類からの分岐時期は220万年前から280万年前と計算された。これは更新世の海面上昇によって琉球諸島が大陸から切り離され、種分化に必要な孤立が生じた時期とほぼ一致する。この隔離により、タニブターは有性生殖を続けたのに対して、大陸の種には遺伝子変異が起こり、それがやがて大陸の種全体に広がり、殊心胚実生による無性生殖が可能になった。

## 交配種
タニブターは現在まで存在し続けているが、日本と近隣の島のミカンの交配種の種分化に貢献したという点でも、重要である。

### タチバナ
4万年前から20万年前の間に、その後の海面上昇または海洋分散によってタニブターが大陸のミカンと再び接触し、それらが交配して様々なグループの近縁雑種が生まれた。ある事例では、大陸種の北部亜種と南部亜種から同様の寄与を受けた交配種が、すでにタニブターの遺伝子を若干含み、大陸ミカンの多くに見られるようなブンタン由来の遺伝子は含まれておらず、タニブターと多数の交配種を形成することになる。大陸の親種はその子孫に無性生殖を可能にする突然変異を伝え、似たようなクローンのタチバナの品種群を生み出した。

### シークヮーサー
これとは別に、中国の酸朱砂マンダリンに似た本土のクローン系統にブンタンの遺伝子が移入したものが、今でも沖縄で見られ、タニブターと交配してシークヮーサーが生まれたが、これも似たような植物の集まりで、単一の統一された品種でない。タチバナと同様に、これらの系統は大陸の親からクローン繁殖する能力を受け継いでいるが、タチバナがすべて大陸のミカンを種子親としているのに対し、シークヮーサーはそれぞれの親種が種子親としている。両グループのクローンの多様性、自然界での生育状況、日本や琉球王国の初期の詩に両グループのことが書かれていることなどから、これらの交配は自然の中で自然に起こったものと考えられる。

### その他の交配種
3つ目の重要なグループである「ユークニブ（沖縄の方言で酸味のある柑橘類）」は、おそらく歴史的な時代に東南アジアやインドネシアから農業的に導入されたブンタンの遺伝子移入度が高いクネンボとの交配に由来している。他にもダイダイとタニブターの交配種であるロクガツミカンや、シークヮーサーとブンタンの交配種であるデーデーなど、より複雑な柑橘類の交配種にも貢献している。